# Edward Soja
Edward William Soja (/ˈsoʊdʒə/), né le 14 mai 1940 dans le Bronx à New York et mort le 2 novembre 2015 à Los Angeles, est un géographe américain, spécialiste de géographie politique et d'aménagement. Le prix international de géographie Vautrin-Lud lui a été décerné en octobre 2015.

## Parcours
Il naît à New York, dans l'arrondissement du Bronx et obtient un doctorat de géographie à l'université de Syracuse. Il est professeur émérite à l'Université de Californie à Los Angeles et professeur associé à la London School of Economics. Ses premières recherches concernent l'Afrique et plus particulièrement l'urbanisme au Kenya, puis il étudie plus particulièrement la restructuration urbaine de Los Angeles et plus largement l'étude critique des villes et des régions. Il se définit lui-même comme un urbaniste.
Il étudie les travaux de l'intellectuelle féministe bell hooks et de Michel Foucault, dont il reprend la notion d'« hétérotopie ». Sa contribution à la théorie spatiale et à la géographie culturelle consiste en son utilisation des travaux du sociologue et urbaniste d'inspiration marxiste Henri Lefebvre, auteur notamment de La Production de l'Espace (1974). Soja a remis en perspective le concept de Lefebvre d'une « triplicité de l'espace », c'est-à-dire une notion qui distingue l’espace perçu, l’espace conçu et l’espace vécu. Il a théorisé pour cela le concept de « trialectique spatiale » qui se compose :
- des pratiques spatiales (Firstspace) ;
- des représentations de l'espace (Secondspace) ;
- des espaces de représentation (Thirdspace).

### Thirdspace
Dès les années 1990, des travaux apparaissent sur le concept de space in-between ou thirdspace. Dans le cadre des cultural et spatial turns, ce concept est régulièrement rattaché à Homi Bhabha et Edward Soja bien qu'Hannah Arendt avait déjà décrit le space in-between « comme un espace de relations intersubjectives et intersociétales » dans The Human Condition. Soja quant à lui définit la notion de Thirdspace comme une nouvelle façon de comprendre et d'agir pour changer la spatialité de la vie humaine en prenant toujours la position de l'Autre.
Parfois considéré comme un marxiste mystique, Soja montre parfois des penchants vers un mysticisme monadique dans son Thirdspace. Il l'élabore par analogie avec L'Aleph, un concept d'infini spatial développé par Jorge Luis Borges. Le Thirdspace est un concept radicalement ouvert, qui englobe l'épistémologie, l'ontologie et l'historicité dans un mouvement continu de dépassement du dualisme, et vers un Autre. Comme Soja l'explique, la tierciarisation produit ce que l'on pourrait plutôt qualifier de trialectique cumulative, qui est résolument ouverte à l'altérité supplémentaire, à une expansion continue de la connaissance spatiale.

## Le futur de Los Angeles
Soja a identifié six visions pour la ville de Los Angeles :
- Flexicity : formation d'une métropole industrielle, flexible, post-fordiste et spécialisée.
- Cosmopolis : primauté de la mondialisation, mondialisation de la culture, du travail et du capital. Retour de Los Angeles sur la scène des villes mondiales.
- Exopolis : la ville ne transmet plus les qualités traditionnelles de l'urbanité. Absence d'urbanité à Los Angeles. Étalement urbain et croissance des edge cities.
- Metropolarities : accroissement des inégalités sociales, élargissement des écarts de revenus, nouveaux types de polarisation sociale hors des dualismes traditionnels basés sur la classe ou la race.
- Carcereal Archipielagos : Une ville fortifiée avec des prisons proliférantes. The City of Quartz. Toujours plus de surveillance.
- Simcity : l'espace urbain comme une simulation. Restructuration de l'imagination urbaine par l'hyperréalité et le cyberespace. Faillite du Comté d'Orange.